# Aeneolamia
Aeneolamia is een geslacht van halfvleugeligen uit de familie schuimcicaden (Cercopidae). De wetenschappelijke naam van dit geslacht is voor het eerst geldig gepubliceerd in 1949 door Fennah.

## Soorten
Het geslacht Aeneolamia omvat de volgende soorten:
- Aeneolamia albofasciata (Lallemand, 1939)
- Aeneolamia colon (Germar, 1821)
- Aeneolamia contigua (Walker, 1851)
- Aeneolamia flavilatera (Urich, 1914)
- Aeneolamia lepidior (Fowler, 1897)
- Aeneolamia reducta (Lallemand, 1924)
- Aeneolamia sanguiniplaga (Lallemand, 1938)
- Aeneolamia varia (Fabricius, 1787)